# Private Dancer Tour
Private Dancer Tour – pierwsza solowa trasa koncertowa amerykańskiej wokalistki Tina Turner. Trasa trwała od 8 lutego 1985 do 28 grudnia 1985 obejmując 163 koncerty (58 w Europie, 81 w USA, 15 w Kanadzie, 7 w Australii i 2 w Japonii). Oficjalne nagranie trasy na VHS przedstawia koncert w Birmingham (Wielka Brytania), gdzie gośćmi specjalnymi byli Bryan Adams i David Bowie.

## Zespół
- Tina Turner – wokal
- James Ralston – gitara, wokal wspierający
- Jamie West-Oram – gitara, wokal wspierający
- Bob Feit – gitara basowa
- Jack Bruno – perkusja
- Timy Capello – perkusja, instrumenty klawiszowe, saksofon, wspierający
- Kenny Moore – fortepian, wspierający

## Lista utworów

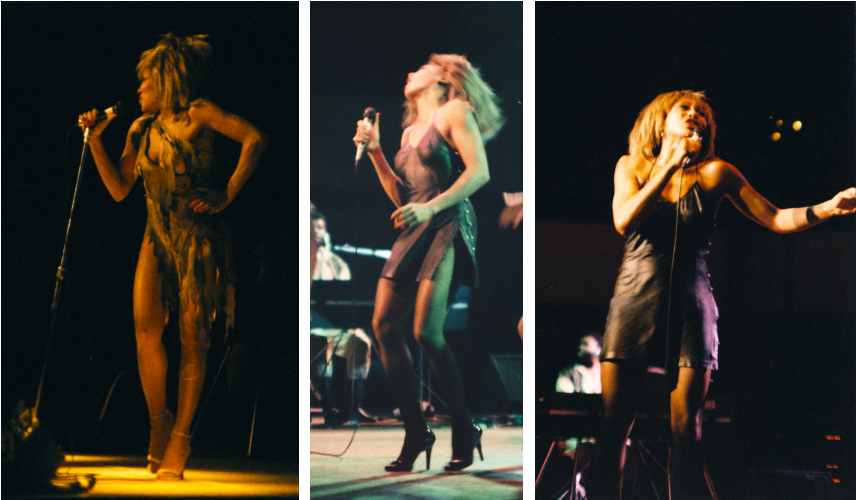
Tina Turner, Cardiff 1984

1. Let’s Pretend We're Married (tylko na koncertach europejskich)
2. Show Some Respect
3. I Might've Been a Queen
4. River Deep Mountain High
5. What's Love Got To Do With It
6. Nutbush City Limits
7. I Can't Stand The Rain
8. Better Be Good To Me
9. Private Dancer
10. Let’s Stay Together
11. Help
12. It’s Only Love (na niektórych koncertach wspólnie z Bryanem Adamsem)
13. Steel Claw
14. Proud Mary
15. Legs
16. Tonight (tylko na koncertach europejskich, na niektórych wspólnie z Davidem Bowie)
17. Let’s Dance (na niektórych koncertach wspólnie z Davidem Bowie)
18. Dancing In The Dark (tylko na koncertach japońskich)
19. We Don't Need Another Hero (po premierze Mad Max pod Kopułą Gromu)
20. One Of The Living (po premierze Mad Max pod Kopułą Gromu)

## Przebieg trasy

### EuropaI
- 8 lutego 1985 – Hallen Stadium – Zurych, Szwajcaria
- 17 lutego 1985 – Is Stadium – Sztokholm, Szwecja
- 19 lutego 1985 – Ice Arena – Helsinki, Finlandia
- 21 lutego 1985 – Drammen Hallen Arena – Oslo, Norwegia
- 22 lutego 1985 – Lisebergs Arena – Göteborg, Szwecja
- 23 lutego 1985 – Is Stadium – Sztokholm, Szwecja
- 24 lutego 1985 – Falkoner Theater – Kopenhaga, Dania
- 28 lutego 1985 – Ebert Arena – Ludwigshafen am Rhein, Niemcy
- 1 marca 1985 – Neckar Stadium – Stuttgart, Niemcy
- 2 marca 1985 – basketballe Arena – Monachium, Niemcy
- 4 marca 1985 – Saint Jakob’s Stadium – Bazylea, Szwajcaria
- 5 marca 1985 – basketballe Arena – Monachium, Niemcy
- 6 marca 1985 – Jahrhundert Arena- Frankfurt nad Menem, Niemcy
- 7 marca 1985 – CCH – Hamburg, Niemcy
- 8 marca 1985 – Eissport Arena – Berlin, Niemcy
- 9 marca 1985 – Boeblingen – Stuttgart, Niemcy
- 10 marca 1985 – Karl Diehm Arena – Würzburg, Niemcy
- 11 marca 1985 – Brighton Center – Brighton, Wielka Brytania
- 12 marca 1985 – Bic – Bournemouth, Wielka Brytania
- 14 marca 1985 – Wembley Arena – Londyn, Wielka Brytania
- 15 marca 1985 – Wembley Arena – Londyn, Wielka Brytania
- 16 marca 1985 – Wembley Arena – Londyn, Wielka Brytania
- 17 marca 1985 – Wembley Arena – Londyn, Wielka Brytania
- 19 marca 1985 – RDS Arena – Dublin, Wielka Brytania
- 20 marca 1985 – Queens Arena – Belfast, Wielka Brytania
- 21 marca 1985 – The Playhouse – Edynburg, Wielka Brytania
- 22 marca 1985 – The Apollo – Manchester, Wielka Brytania
- 23 marca 1985 – National Exhibition Centre – Birmingham, Wielka Brytania
- 24 marca 1985 – National Exhibition Centre – Birmingham, Wielka Brytania
- 26 marca 1985 – Le Zenith – Paryż, Francja
- 27 marca 1985 – Tony Garnier Arena – Lyon, Francja
- 28 marca 1985 – Chapiteau – Marsylia, Francja
- 29 marca 1985 – Palace Lido – Mediolan, Włochy
- 31 marca 1985 – Sports Arena – Klagenfurt, Austria
- 1 kwietnia 1985 – Sports Arena – Graz, Austria
- 2 kwietnia 1985 – Sports Arena – Budapeszt, Węgry
- 3 kwietnia 1985 – Wiener Stadthalle – Wiedeń, Austria
- 4 kwietnia 1985 – Sports Arena – Linz, Austria
- 6 kwietnia 1985 – Philips Arena – Düsseldorf, Niemcy
- 7 kwietnia 1985 – Sports Arena – Kolonia, Niemcy
- 8 kwietnia 1985 – Ahoy – Rotterdam, Holandia
- 9 kwietnia 1985 – Ahoy – Rotterdam, Holandia
- 10 kwietnia 1985 – Vorst Forest Nationaal – Bruksela, Belgia
- 13 kwietnia 1985 – Sports Arena – Barcelona, Hiszpania
- 14 kwietnia 1985 – Real Sports Arena – Madryt, Hiszpania
- 18 kwietnia 1985 – CCH – Hamburg, Niemcy
- 19 kwietnia 1985 – Rhein-Neckar Arena – Heidelberg, Niemcy
- 20 kwietnia 1985 – Olympic Arena – Monachium, Niemcy
- 21 kwietnia 1985 – Hallen Stadium – Zurych, Szwajcaria
- 22 kwietnia 1985 – Franken Arena, Norymberga, Niemcy
- 24 kwietnia 1985 – Deutschland Arena – Berlin, Niemcy
- 25 kwietnia 1985 – Stad Arena – Brema, Niemcy
- 26 kwietnia 1985 – Philips Arena – Düsseldorf, Niemcy
- 27 kwietnia 1985 – Jahrhundert Arena – Frankfurt nad Menem, Niemcy
- 28 kwietnia 1985 – Munster Land Arena – Münster, Niemcy
- 30 kwietnia 1985 – Ostee Arena – Kilonia, Niemcy

### Ameryka PółnocnaI
- 1 maja 1985 – Memorial Stadium – St. John’s, Kanada
- 2 maja 1985 – Memorial Stadium – St. John’s, Kanada
- 3 maja 1985 – Memorial Stadium – St. John’s, Kanada
- 4 maja 1985 – Memorial Stadium – St. John’s, Kanada

### Europa II
- 6 maja 1985 – Cologne Arena – Kolonia, Niemcy
- 7 maja 1985 – Deutschland Arena – Berlin, Niemcy
- 8 maja 1985 – AWD Arena – Hanower, Niemcy
- 9 maja 1985 – Alsterdorfer Arena – Hamburg, Niemcy

### Ameryka Północna II
- 14 lipca 1985 – Aiken Center – Fredericton, Kanada
- 15 lipca 1985 – Coliseum – Moncton, Kanada
- 16 lipca 1985 – Metro Center – Halifax, Kanada
- 17 lipca 1985 – Metro Center – Halifax, Kanada
- 19 lipca 1985 – Forum – Montreal, Kanada
- 21 lipca 1985 – The Centrum – Worcester, USA
- 22 lipca 1985 – The Centrum – Worcester, USA
- 25 lipca 1985 – Civic Center – Providence, USA
- 26 lipca 1985 – Civic Center – Providence, USA
- 27 lipca 1985 – Civic Center – Hartford, USA
- 28 lipca 1985 – Meadows – East Rutherford, USA
- 31 lipca 1985 – Wachovia Center – Filadelfia, USA
- 1 sierpnia 1985 – Madison Square Garden – Nowy Jork, USA
- 2 sierpnia 1985 – Madison Square Garden – Nowy Jork, USA
- 3 sierpnia 1985 – Festival Grounds – Allentown, USA
- 5 sierpnia 1985 – Capitol Center – Landover, USA
- 7 sierpnia 1985 – Jones Beach Amphitheater – Long Island, USA
- 8 sierpnia 1985 – Jones Beach Amphitheater – Long Island, USA
- 9 sierpnia 1985 – Jones Beach Amphitheater – Long Island, USA
- 10 sierpnia 1985 – Hershey Park – Hershey, USA
- 11 sierpnia 1985 – War Memorial – Rochester, USA
- 12 sierpnia 1985 – Saratoga Performing Arts Center – Saratoga Springs, USA
- 15 sierpnia 1985 – Olympic Center – Lake Placid, USA
- 17 sierpnia 1985 – Exhibition Stadium – Toronto, Kanada
- 18 sierpnia 1985 – Exhibition Stadium – Toronto, Kanada
- 19 sierpnia 1985 – Corel Center – Ottawa, Kanada
- 21 sierpnia 1985 – Centennial Hall – Toledo, USA
- 22 sierpnia 1985 – Richfield Coliseum – Cleveland, USA
- 23 sierpnia 1985 – Civic Center – Pittsburgh, USA
- 24 sierpnia 1985 – Civic – Charleston, USA
- 25 sierpnia 1985 – Riverfront Coliseum – Cincinnati, USA
- 28 sierpnia 1985 – Joe Louis Arena – Detroit, USA
- 29 sierpnia 1985 – Joe Louis Arena – Detroit, USA
- 31 sierpnia 1985 – Castle Farms – Charlevoix, USA
- 1 września 1985 – Wings Stadium – Kalamazoo, USA
- 4 września 1985 – Atwood Arena – Flint, USA
- 5 września 1985 – Coliseum – Fort Wayne, USA
- 6 września 1985 – Rupp Arena – Lexington, USA
- 7 września 1985 – Market Square Arena – Indianapolis, USA
- 8 września 1985 – Roberts Stadium – Evansville, USA
- 10 września 1985 – Assembly Hall – Champaign, USA
- 11 września 1985 – Rosemont Horizon – Chicago, USA
- 12 września 1985 – Rosemont Horizon – Chicago, USA
- 14 września 1985 – The Mecca – Milwaukee, USA
- 15 września 1985 – Dance City Arena – Madison, USA
- 18 września 1985 – Civic Auditorium – Saint Paul, USA
- 19 września 1985 – Carver-Hawkeye Arena – Iowa City, USA
- 20 września 1985 – Hilton Coliseum – Ames, USA
- 21 września 1985 – Civic Arena – Omaha, USA
- 24 września 1985 – Pengrowth Saddledome – Calgary, Kanada
- 25 września 1985 – Coliseum – Edmonton, Kanada
- 27 września 1985 – PNE Coliseum – Vancouver, Kanada
- 29 września 1985 – Tacoma Dome – Tacoma, USA
- 30 września 1985 – Memorial Coliseum – Portland, USA
- 2 października  1985 – Lawlor Events Center – Reno, USA
- 3 października  1985 – Coliseum – Oakland, USA
- 4 października  1985 – Coliseum – Oakland, USA
- 5 października  1985 – Meadows – Irvine, USA
- 8 października  1985 – Universal Amphitheater – Los Angeles, USA
- 9 października  1985 – Universal Amphitheater – Los Angeles, USA
- 10 października  1985 – Universal Amphitheater – Los Angeles, USA
- 11 października  1985 – Universal Amphitheater – Los Angeles, USA
- 12 października  1985 – Universal Amphitheater – Los Angeles, USA
- 18 października  1985 – ASU Activity Center – Tempe, USA
- 19 października  1985 – Pan American Center – Las Cruces, USA
- 20 października  1985 – Tingley Coliseum – Albuquerque, USA
- 23 października  1985 – Coliseum – Wichita, USA
- 25 października  1985 – Myriad Convention Center – Oklahoma City, USA
- 26 października  1985 – Kemper Arena – Kansas City, USA
- 27 października  1985 – Kiel Auditorium – Saint Louis, USA
- 30 października  1985 – Barton – Little Rock, USA
- 31 października  1985 – Assembly Center – Tulsa, USA
- 1 listopada 1985 – Reunion Arena – Dallas, USA
- 2 listopada 1985 – Frank Erwin Events Center – Austin, USA
- 3 listopada 1985 – Summit – Houston, USA
- 6 listopada 1985 – LSU Assembly Center – Baton Rouge, USA
- 7 listopada 1985 – Leon County Civic Center – Tallahassee, USA
- 8 listopada 1985 – Auburn Memorial Coliseum – Auburn, USA
- 9 listopada 1985 – UTC – Chattanooga, USA
- 10 listopada 1985 – Mid-South Coliseum – Memphis, USA
- 13 listopada 1985 – Hirsch Coliseum – Shreveport, USA
- 14 listopada 1985 – Humphrey – Starkville, USA
- 15 listopada 1985 – Jefferson Coliseum – Birmingham, USA
- 16 listopada 1985 – Murphy Center – Murfreesboro, USA
- 17 listopada 1985 – Stokely Center – Knoxville, USA
- 20 listopada 1985 – WVU Gym – Morgantown, USA
- 21 listopada 1985 – Civic Center – Roanoke, USA
- 22 listopada 1985 – Hampton Coliseum – Hampton, USA
- 23 listopada 1985 – Civic – Greensboro, USA
- 24 listopada 1985 – Coliseum – Columbia, USA
- 27 listopada 1985 – Omni Coliseum – Atlanta, USA
- 29 listopada 1985 – Richmond Coliseum – Richmond, USA
- 30 listopada 1985 – Coliseum – Charlotte, USA
- 1 grudnia 1985 – Omni – Atlanta, USA
- 4 grudnia 1985 – O’Connell Center – Gainesville, USA
- 5 grudnia 1985 – Convention Center – Orlando, USA
- 6 grudnia 1985 – USF Sun Dome – Tampa, USA
- 7 grudnia 1985 – baseball Stadium – Miami, USA

### Australia
- 10 grudnia 1985 – Chandler Velodrome – Brisbane, Australia
- 12 grudnia 1985 – Entertainment Center – Sydney, Australia
- 13 grudnia 1985 – Entertainment Center – Sydney, Australia
- 17 grudnia 1985 – Entertainment Center – Melbourne, Australia
- 18 grudnia 1985 – Entertainment Center – Melbourne, Australia
- 19 grudnia 1985 – Entertainment Center – Melbourne, Australia
- 23 grudnia 1985 – Entertainment Center – Perth, Australia
- 24 grudnia 1985 – Entertainment Center – Perth, Australia

### Japonia
- 27 grudnia 1985 – Festival Arena – Osaka, Japonia
- 28 grudnia 1985 – Nippon Budōkan – Tokio, Japonia